# JFK - Un caso ancora aperto
JFK - Un caso ancora aperto (JFK) è un film del 1991 diretto da Oliver Stone.
Il film espone i fatti immediatamente precedenti all'assassinio del Presidente degli Stati Uniti John Fitzgerald Kennedy e le successive indagini ad opera del procuratore distrettuale di New Orleans all'epoca dei fatti, Jim Garrison, che dubita della tesi ufficiale successiva all'indagine della Commissione Warren, la quale stabilì che Lee Harvey Oswald fu il solo esecutore materiale dell'attentato. Si tratta del più celebre e di successo dei tre film di Stone dedicati alle figure di Presidenti americani (gli altri sono Gli intrighi del potere - Nixon con Anthony Hopkins nella parte del Presidente omonimo e W. con Josh Brolin nel ruolo di George W. Bush).

## Trama
1963: dopo l'assassinio del Presidente USA John Fitzgerald Kennedy, il procuratore distrettuale di New Orleans Jim Garrison apprende dai media che il presunto assassino di Kennedy, Lee Harvey Oswald, aveva frequentato la città in diversi periodi della sua vita e decide di indagare su possibili collegamenti tra l'omicidio ed alcuni ambienti di New Orleans. Col suo team di collaboratori controlla molte piste, la più importante delle quali conduce all'ambiguo pilota d'aerei privati David Ferrie: Garrison tuttavia è costretto a fermare le indagini quando il governo federale respinge formalmente l'inchiesta, sostenendo che Ferrie è completamente pulito. Due giorni dopo Oswald viene ucciso di fronte alle telecamere da Jack Ruby prima di poter affrontare un processo, e Garrison chiude ufficialmente le indagini.
1966: l'investigazione viene riaperta dopo una discussione in aereo tra Garrison ed il Senatore Russell B. Long. Senza fare nomi, Long gli confida che nei piani alti del governo la morte di Kennedy era stata accolta favorevolmente da molti esponenti politici, mettendo inoltre in luce molte contraddizioni del rapporto ufficiale dell'inchiesta, stilato dalla Commissione Warren. Garrison, dopo avere letto tutti i volumi redatti della Commissione, scopre numerose imprecisioni e diversi passaggi superficiali, e perciò decide, unitamente al suo staff, di interrogare vari personaggi legati ad Oswald e a Ferrie. Tra questi Willie O'Keefe, un prostituto gay che sta scontando una pena in carcere, rivela di aver assistito personalmente ad una riunione nella quale Ferrie discuteva l'ipotesi di uccidere Kennedy con Clay Shaw, Oswald, ed altri esuli cubani anticastristi. Le indagini, fino a quel momento segrete, convincono Garrison che Oswald non possa avere agito da solo; man mano cominciano ad emergere le connivenze delle più alte istituzioni del governo americano, dell'esercito e di vari esponenti della mafia, della CIA, dell'FBI, al punto che persino lo stesso vicepresidente e successore di Kennedy, Lyndon B. Johnson, sembrerebbe essere implicato.
1969: Garrison, informato di alcune attività dei militari e dei servizi segreti dall'ex capo delle operazioni in nero (black ops), ha modo di dimostrare le proprie tesi (e i difetti della Commissione Warren) processando Clay Shaw, un importante uomo d'affari che sembra collegato all'omicidio di Kennedy ed alla CIA: è, infatti, membro di una S.p.A. con sede anche in Italia, chiamata Permindex, che serve da copertura ad attività della CIA. Con il contributo della visione in aula del celebre film di Zapruder, Garrison propone uno scenario con tre diversi esecutori, i quali, con un attentato realizzato attraverso la tattica del fuoco incrociato, avrebbero ucciso Kennedy con 6 spari, invece dei 3 statuiti dalla Commissione Warren. La giuria proscioglie Shaw da ogni accusa, respingendo la testimonianza dell'agente di polizia che aveva raccolto i suoi dati, tra i quali lo pseudonimo "Clay Bertrand", con il quale egli era conosciuto in alcuni ambienti di New Orleans, impedendo qualunque collegamento tra Shaw e la CIA, così come tra questi e Ferrie, Oswald e Ruby. Mentre esce dal tribunale, Garrison afferma davanti ai giornalisti di voler continuare la sua battaglia per la verità.

## Produzione

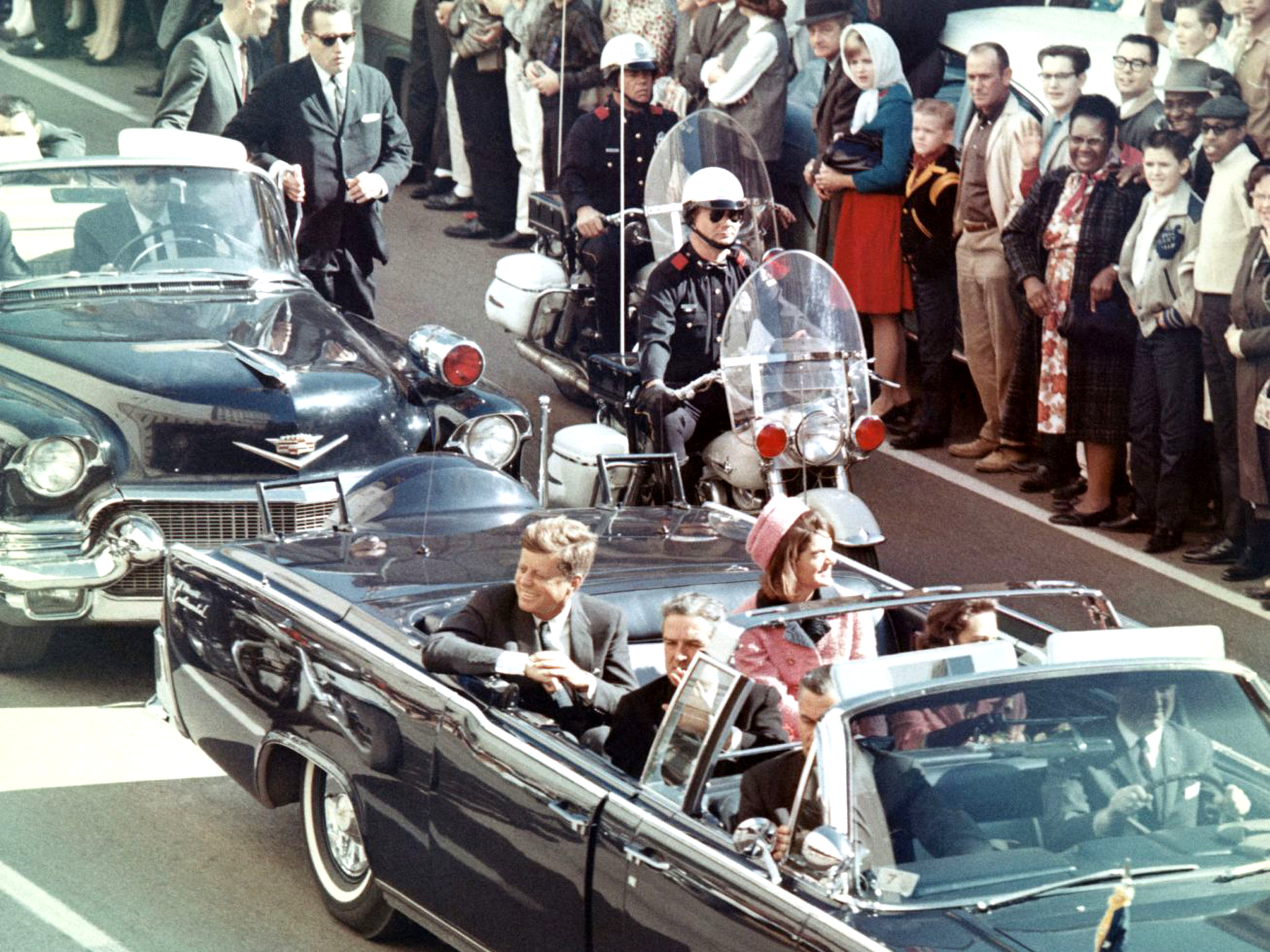
Il Presidente Kennedy pochi istanti prima del suo assassinio

Zachary Sklar, giornalista e docente di giornalismo alla Columbia School of Journalism, incontrò Garrison nel 1987 e lo aiutò nella revisione di un manoscritto sull'assassinio di Kennedy al quale il giudice federale stava lavorando da diversi anni. Sklar ne modificò l'impostazione scolastica in terza persona, trasformando il tutto in una "detective story" narrata in prima persona. Il libro di Garrison venne poi pubblicato nel 1988. Mentre si trovava al Latin American Film Festival dell'Avana, a Cuba, Stone incontrò in ascensore l'editrice Ellen Ray della Sheridan Square Press. La donna si era occupata della pubblicazione del libro di Jim Garrison On the Trail of the Assassins. Nel 1967 la Ray era stata a New Orleans e aveva lavorato con Garrison; fu lei a dare una copia del libro a Stone consigliandogliene la lettura. Stone lo lesse mentre stava lavorando alla sceneggiatura del film Nato il quattro luglio e rimase affascinato dalla storia affrettandosi ad acquistare di tasca propria i diritti del libro per la somma di 250.000 dollari con in mente il progetto di farne una trasposizione cinematografica.
L'omicidio di Kennedy era da sempre una delle ossessioni di Stone: «L'assassinio di Kennedy fu uno di quegli eventi epocali che segnarono la generazione del dopoguerra, la mia generazione» disse il regista. Stone conobbe Garrison e gli porse una grande quantità di domande in un incontro che durò circa tre ore. Garrison rispose alle domande di Stone e poi se ne andò. L'orgoglio e la dignità dell'uomo impressionarono fortemente il regista. L'impressione di Stone avuta dall'incontro fu che Garrison, "anche se aveva commesso numerosi errori, fondamentalmente era dalla parte del giusto".
Stone non era comunque interessato a fare un film biografico sulla vita di Garrison, ma piuttosto voleva raccontare i retroscena della cospirazione ordita per uccidere il Presidente Kennedy. Per poter attingere da altre fonti, il regista si assicurò anche i diritti del libro di Jim Marrs Crossfire: The Plot That Killed Kennedy. Uno degli obiettivi principali di Stone attraverso JFK era quello di fornire una realtà alternativa alla versione ufficiale messa in piedi dalla commissione Warren che egli riteneva essere: «un gran mito. E per contrastare un mito, forse bisogna crearne un altro, un contro-mito». Anche se il libro di Marrs collegava tra di loro svariate teorie, Stone voleva sapere di più ed assunse Jane Rusconi, fresca laureata alla Yale University, per guidare un team di ricercatori e assemblare maggiori informazioni sulle possibili teorie del complotto. Stone lesse due dozzine di libri e saggi sull'assassinio di Kennedy, mentre la Rusconi ne lesse più di 100.
Nel dicembre 1989, Oliver Stone iniziò ad approcciare vari studios hollywoodiani per la produzione del film. Alla fine, si accordò con la Warner Bros. che stanziò 20 milioni di dollari di budget per il film, poi saliti a quaranta in sede definitiva.

### Sceneggiatura
Quando Stone iniziò la stesura del copione, chiese a Sklar (che aveva supervisionato anche il libro di Marrs) di scriverla insieme a lui cercando di riassumere il contenuto dei libri di Garrison e Marrs e le ricerche fatte dalla Rusconi per condensare il tutto in una sceneggiatura cinematografica di quello che avrebbe dovuto diventare nelle parole del regista "un grande detective movie". Stone illustrò a Sklar la sua personale visione del film: «Avevo in mente modelli come Z - L'orgia del potere e Rashomon, volevo vedere gli eventi accaduti a Dealey Plaza sotto diversi punti di vista».
Anche se il regista utilizzò spunti presi da Rashomon, la sua fonte principale per JFK fu il film di Costa-Gavras Z - L'orgia del potere: «Certe volte avevo l'impressione che in Z venisse mostrato il fatto criminoso e poi fatto rivedere ancora e ancora per tutta la durata del film fino a quando non lo si vedeva sotto una luce differente. Questa era l'idea per JFK, l'essenza del film: per questo lo chiamai JFK e non J.F.K. JFK era un codice, come anche Z era una sorta di codice». Stone spezzettò la struttura del film in quattro sottotrame principali: l'investigazione di Garrison sulle connessioni tra New Orleans e l'assassinio di Kennedy; l'indagine che rivela come, secondo Stone, Lee Harvey Oswald fosse stato solo un "capro espiatorio"; la ricostruzione meticolosa dell'omicidio del Presidente a Dealey Plaza; e le sensazionali rivelazioni che il personaggio di "X" confida a Garrison, che per il regista sono le vere motivazioni dell'attentato.
Sklar lavorò sulla parte di storia relativa alle indagini di Garrison, mentre Stone aggiunse la storia relativa a Oswald, gli eventi accaduti a Dallas in Dealey Plaza, e il personaggio di "Mr. X". Sklar passò un anno a fare ricerche e scrisse una bozza di sceneggiatura di circa 550 pagine che Stone riscrisse e condensò in un copione cinematografico. Per dare maggior risalto e credibilità alla storia, Stone e Sklar ricorsero anche all'uso di personaggi di finzione, come "Mr. X" interpretato da Donald Sutherland o il Willie O'Keefe di Kevin Bacon. Questa tecnica sarebbe stata fortemente criticata dalla stampa in seguito, anche se Stone si difese affermando che il personaggio di X era parzialmente ispirato al realmente esistente L. Fletcher Prouty, colonnello in pensione della United States Air Force.

### Ambientazione
Per ricreare la Dealey Plaza di Dallas del 1963, così com'era ai tempi dell'omicidio di Kennedy, lo scenografo Victor Kempster riportò il Texas School Book Depository all'aspetto esterno originario dell'epoca, fece rimettere i binari della ferrovia dietro la collinetta erbosa sede degli altri presunti killer, e fece potare gli alberi per riportarli all'altezza in cui erano all'epoca del fatto.

### Cast
- Kevin Costner recita nel ruolo del procuratore distrettuale di New Orleans Jim Garrison. Per la parte Stone inviò il copione a Kevin Costner, Mel Gibson e Harrison Ford. Inizialmente Costner scartò l'offerta di Stone. Tuttavia l'agente dell'attore, Michael Ovitz, era un grande fan del progetto e aiutò Stone a convincere Costner ad accettare il ruolo.[16] Prima di accettare la parte Costner condusse approfondite ricerche su Garrison, incontrandosi di persona con lui e anche con i suoi detrattori. Due mesi dopo aver firmato il contratto per la parte di Garrison, il film diretto da Costner Balla coi lupi vinse sette Oscar e quindi la presenza dell'attore in JFK diede molta visibilità al progetto.[17]
- Tommy Lee Jones interpreta Clay Shaw/Clay Bertrand. Jones era stato originariamente preso in considerazione per un altro ruolo, che però venne poi eliminato durante la fase finale della lavorazione, e quindi Stone decise di fargli interpretare la parte di Shaw.[18] Preparandosi per il film Jones intervistò Garrison in tre occasioni differenti e parlò con chi aveva lavorato insieme a Shaw e lo aveva conosciuto di persona.[19]
- Gary Oldman è Lee Harvey Oswald, l'assassino del Presidente Kennedy secondo la versione ufficiale dei fatti. Secondo quanto riportato da Oldman, molto poco era scritto nel copione circa il personaggio di Oswald. Stone gli diede vari biglietti aerei e una lista di persone da incontrare.[20] Oldman conobbe la moglie di Oswald, Marina, e le sue due figlie per prepararsi ad interpretare il ruolo.[21]
- Joe Pesci recita nel ruolo di David Ferrie. Stone avrebbe voluto James Woods per la parte di Ferrie, ma Woods rifiutò perché voleva invece interpretare Garrison. Il regista offrì la parte anche a Willem Dafoe e John Malkovich, ma entrambi declinarono l'offerta.
- Kevin Bacon è Willie O'Keefe, un personaggio di finzione creato appositamente per il film che testimonia come Bertrand e Shaw siano la stessa persona e che egli conosceva sia Ferrie che Oswald.
- Nel cast del film è presente anche il vero Jim Garrison (che morirà nel 1992), che interpreta proprio la parte del suo “rivale” Earl Warren, il capo dell'omonima commissione che indagò sul caso, cioè proprio colui di cui lo stesso Garrison ne criticò e contestò aspramente la tesi in sede processuale.

## Distribuzione
Negli Stati Uniti d'America è uscito nelle sale cinematografiche il 20 dicembre 1991. In Italia, invece, è uscito il 10 gennaio 1992.

### Versione italiana
La direzione del doppiaggio italiano è a cura di Manlio De Angelis, su dialoghi di Alberto Piferi, per conto della C.D.C.

### Director's Cut
In occasione del decimo anniversario dall'uscita, il film arrivò in DVD nel 2001 con la Director's Cut che conteneva delle scene inedite. Le scene sono state doppiate dalla SEFIT-CDC con la direzione del doppiaggio di Sandro Acerbo su testi di Francesco Vairano con il cast sia vecchio che nuovo, tra cui Giancarlo Giannini e Stella Musy.

### Home video
JFK è stato pubblicato in formato VHS, Laserdisc, e svariate volte in DVD. L'unica versione del film mai pubblicata in versione DVD e Blu-ray negli Stati Uniti è la versione estesa "Director's Cut". La versione uscita nei cinema è stata pubblicata in DVD soltanto in altri Paesi esteri, inclusa la Gran Bretagna. Nel 2001, la versione "Director's Cut" è stata pubblicata come parte del cofanetto "Oliver Stone Collection".
Il film venne inoltre pubblicato in formato DVD nella versione "Director's Cut" a due dischi. Stone contribuì a questa edizione con diversi contenuti speciali, incluso un suo commento audio, due speciali sul film, e 54 minuti di scene tagliate o estese. L'11 novembre 2008 il film è stato pubblicato in formato Blu-ray. Il disco comprende numerosi contenuti extra inclusi quelli presenti nelle precedenti uscite DVD, con l'aggiunta del documentario Beyond JFK: A Question of Conspiracy.

## Accoglienza
JFK uscì nelle sale il 20 dicembre 1991. Gli incassi del film partirono a rilento ma progredirono velocemente, e alla prima settimana del gennaio 1992 il film aveva già incassato più di 50 milioni di dollari nel mondo. Con il passare del tempo JFK incassò 205 milioni di dollari nel mondo, di cui 70 milioni nei soli Stati Uniti nel primo periodo di programmazione. A seguito dell'enorme successo della pellicola, gli eredi di Garrison (nel frattempo deceduto poco tempo dopo l'uscita del film) intentarono una causa legale alla Warner Bros. per ricevere una parte dei profitti, citando a loro favore la pratica conosciuta come "Hollywood accounting", ma la causa si risolse in un nulla di fatto.

## Controversie
Il film iniziò a provocare controversie fin dalla sua lavorazione, diventando sempre più oggetto di forti critiche man a mano che la produzione procedeva. A poche settimane dall'inizio delle riprese, il 14 maggio 1991, Jon Margolis scrisse sul Chicago Tribune che JFK era "un insulto all'intelligenza". Cinque giorni dopo il Washington Post pubblicò un articolo fortemente denigratorio nei confronti del film, opera del corrispondente della sicurezza nazionale George Lardner, dove la prima stesura del copione veniva utilizzata per stigmatizzare "le assurdità e le vere e proprie menzogne" contenute nel libro di Garrison al quale era ispirato JFK. L'articolo poneva l'accento sul fatto che Garrison aveva perso la causa intentata a Clay Shaw e su come egli cercò di screditare Shaw utilizzando come pretesto l'omosessualità di quest'ultimo come prova della sua colpevolezza. Anthony Lewis del New York Times affermò che il film "distorceva enormemente la realtà piegandola ai fini sensazionalistici della sceneggiatura" e di come anche la figura storica stessa del Presidente Kennedy ne uscisse manipolata.
Da parte sua, per difendersi dalle critiche, il regista iniziò un periodo di presenzialismo in TV apparendo in numerosi talk show al fine di difendere il suo film, rispondere alle critiche, e proclamare il suo diritto alla libertà di espressione. Quando infine il film uscì nelle sale, l'enorme successo di pubblico ebbe l'effetto di smorzare un po' le critiche. Circa le numerose critiche ricevute per la distorsione cinematografica dei fatti operata nel film, il regista Oliver Stone, in un'intervista, trasmessa anche in Italia dalla allora emittente a pagamento Telepiù, dichiarò:

## Influenza sociale legislativa
Il successo del film e lo scalpore suscitato dalla tesi del complotto in esso contenuta, portarono alla creazione dell'atto di legge "President John F. Kennedy Assassination Records Collection Act of 1992" (conosciuto anche semplicemente come "JFK Act") e alla formazione di una commissione d'inchiesta denominata "U.S. Assassination Records Review Board" incaricata di riesaminare l'inchiesta successiva all'omicidio di Kennedy. La legge venne firmata dal Presidente George H. W. Bush alla fine di ottobre del 1992. La commissione operò fino al 1998. Furono ascoltati nuovi testimoni mai presi in esame all'epoca dei fatti, inclusi molti medici che avevano visitato il cadavere del Presidente Kennedy; il governo degli Stati Uniti acquistò ufficialmente il filmato di Abraham Zapruder (in precedenza proprietà della Time-Life Corporation), e rese pubblici alcuni documenti relativi all'attentato precedentemente dichiarati top secret. Per effetto della nuova commissione, inoltre, tutti i restanti documenti sull'assassinio di Kennedy dovrebbero essere resi di pubblico dominio nel 2029, anziché nel 2038 come aveva invece stabilito la precedente commissione Warren.

## Riconoscimenti
- 1992 - Premio Oscar
  - Miglior fotografia a Robert Richardson
  - Miglior montaggio a Joe Hutshing e Pietro Scalia
  - Candidatura Miglior film a A. Kitman Ho e Oliver Stone
  - Candidatura Migliore regia a Oliver Stone
  - Candidatura Miglior attore non protagonista a Tommy Lee Jones
  - Candidatura Miglior sceneggiatura non originale a Oliver Stone e Zachary Sklar
  - Candidatura Miglior sonoro a Tod A. Maitland, Michael Minkler e Gregg Landaker
  - Candidatura Miglior colonna sonora a John Williams
- 1992 - Golden Globe
  - Migliore regia a Oliver Stone
  - Candidatura Miglior film drammatico
  - Candidatura Miglior attore in un film drammatico a Kevin Costner
  - Candidatura Migliore sceneggiatura a Oliver Stone e Zachary Sklar
- 1992 - BAFTA Awards
  - Miglior montaggio a Joe Hutshing e Pietro Scalia
  - Miglior sonoro a Tod A. Maitland, Wylie Stateman, Michael D. Wilhoit, Michael Minkler e Gregg Landaker
  - Candidatura Miglior attore non protagonista a Tommy Lee Jones
  - Candidatura Migliore sceneggiatura non originale a Oliver Stone e Zachary Sklar
- 1993 - Awards of the Japanese Academy
  - Miglior film straniero
- 1992 - MTV Movie Award
  - Candidatura Miglior film
- 1992 - American Cinema Editors
  - Miglior montaggio a Joe Hutshing e Pietro Scalia
- 1992 - Writers Guild of America
  - Candidatura WGA Award a Oliver Stone e Zachary Sklar
- 1992 - American Society of Cinematographers
  - Candidatura Migliore fotografia a Robert Richardson
- 1993 - Blue Ribbon Award
  - Miglior film straniero a Oliver Stone
- 1992 - Casting Society of America
  - Candidatura Miglior casting a Risa Bramon Garcia, Billy Hopkins e Heidi Levitt
- 1992 - Chicago Film Critics Association Award
  - Migliore sceneggiatura non originale a Oliver Stone e Zachary Sklar
- 1992 - Directors Guild of America
  - Candidatura DGA Award a Oliver Stone
- 1992 - Political Film Society
  - Candidatura Premio per la Pace
  - Candidatura Premio per la Denuncia
  - Candidatura Premio per la Democrazia
- 1993 - Nastro d'argento
  - Candidatura Migliore regia a Oliver Stone
- 1993 - Kinema Junpo Award
  - Miglior film straniero a Oliver Stone
- 1993 - Mainichi Film Concours
  - Miglior film straniero a Oliver Stone
- 1992 - Edgar Award
  - Migliore sceneggiatura a Oliver Stone e Zachary Sklar
- 2000 - Empire Award
  - Movie Masterpiece Award a Oliver Stone